# Años 1520 a. C.
La década de los años 1520 a. C. comenzó el 1 de enero de 1529 a. C. y terminó el 31 de diciembre de 1520 a. C. Corresponde al siglo XVI a. C.

## Acontecimientos
- 1525 a. C. — Final de la Dinastía XV de Egipto.
- 1522 a. C. — Jacob emigra a Egipto, asentándose en la Tierra de Goshen, según el calendario hebreo.
- 1521 a. C. — 24 de abril — Saros lunar 36 comienza.